# Armagh (stad)
Armagh (Iers: Ard Macha) is de hoofdstad van het gelijknamige graafschap in Noord-Ierland. Hoewel het geen grote stad is, heeft Armagh een grote rol gespeeld in de Ierse geschiedenis.

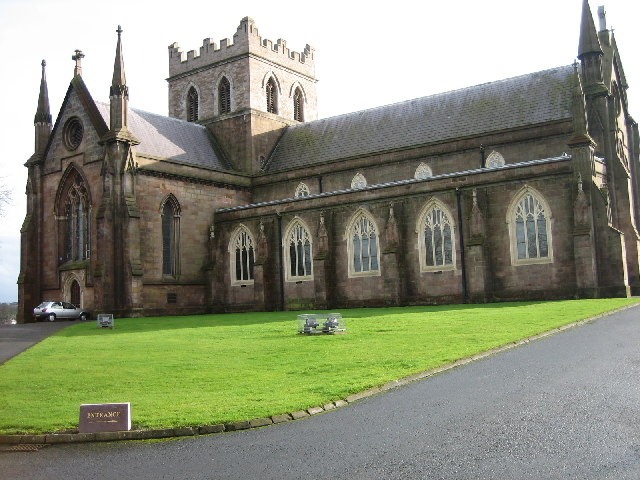
Kathedraal van Sint Patrick CoI

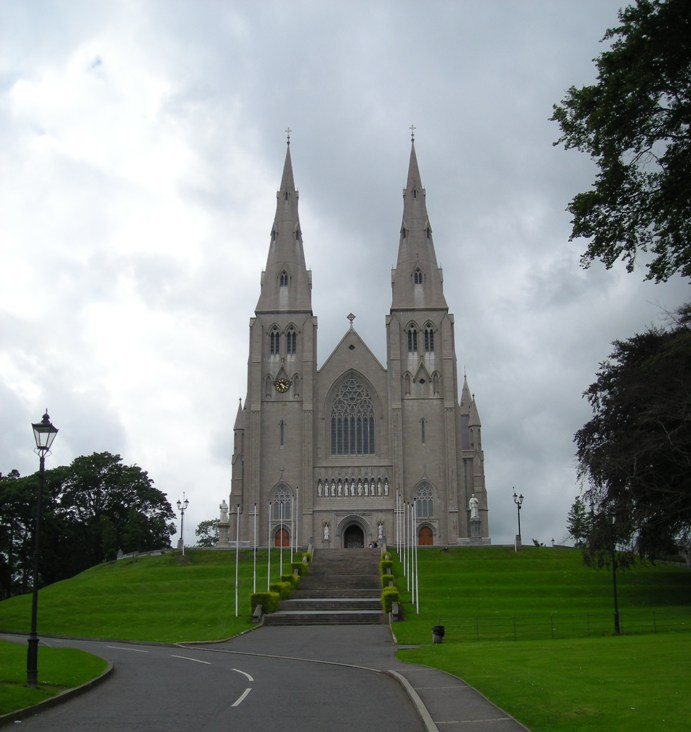
Rooms-katholieke kathedraal van Sint Patrick

Het is een district met de officiële titel van city, en is verbonden met de patroonheilige van Ierland, Sint Patrick die geldt als eerste bisschop van Armagh. Zowel in de Rooms-Katholieke Kerk als in de Church of Ireland is Armagh de zetel van een aartsbisschop. In de Rooms-Katholieke Kerk geldt de aartsbisschop sinds 1353 als primaat voor geheel Ierland (All Ireland). Hierdoor verkreeg Armagh ook stadsrechten, tot deze middels de Municipal Corporations (Ireland) Act in 1840 werden teruggetrokken. Armagh kreeg de status van city evenwel terug van Koningin Elizabeth II in 1994.
In 2001 was 68,3% van de bevolking rooms-katholiek en 30,2% was protestants.
Van 1973 tot 2015 was Armagh de hoofdstad van het gelijknamige district. Sinds 2015 is de stad onderdeel van het district Armagh City, Banbridge and Craigavon.

## Geboren
- Seth Dunwoody (2006), wielrenner

Armagh · Keady · Lurgan · Newry (west)